# Лунёв, Василий Васильевич
Васи́лий Васи́льевич Лунёв (род. 1956, Челябинская область, РСФСР, СССР) — советский, российский, югоосетинский и абхазский военный деятель, генерал-майор ВС РФ. Занимал должность министра обороны Республики Южная Осетия с марта по октябрь 2008 года, участвовал в войне в Южной Осетии и фактически руководил 58-й армией в ходе боёв. Занимал должность начальника Генерального штаба Вооружённых сил Республики Абхазия в 2018—2022 годах.

## Биография
Родился в 1956 году в семье военного в Челябинской области.
Окончил Московское высшее общевойсковое командное училище, Военную академию им. М. В. Фрунзе и Военную академию Генерального штаба Вооружённых Сил РФ. Службу начал в Чебаркуле в качестве командира учебного взвода БМП. Проходил службу на Дальнем Востоке, в Сибири, на Урале. Командир Ленинградско-Павловского мотострелкового соединения в начале 2000-х. В 2003—2004 годах занимал пост первого заместителя командующего армией в Сибирском военном округе, до декабря 2007 года был военным советником в Сирии.
С декабря 2007 года Лунёв занимал должность военного комиссара Пермского края, но после нескольких месяцев работы в конце февраля — начале марта 2008 года был назначен министром обороны непризнанной Республики Южная Осетия (должность военного комиссара края занял полковник Николай Капорин). На посту министра обороны Лунёв работал в период Пятидневной войны. По утверждению некоторых СМИ, он же с 9 по 18 августа 2008 года фактически командовал 58-й армией Северо-Кавказского военного округа в связи с тем, что командующий 58-й армией генерал-лейтенант Анатолий Хрулёв получил ранение в бою под Цхинвалом.
Глава Совета безопасности Южной Осетии Анатолий Баранкевич утверждал, что именно генерал-майор Лунёв завёл в Цхинвал батальон «Восток» и защитил город. По словам Баранкевича, в ночь с 8 на 9 августа Лунёв поехал в сторону Джавы, чтобы доложить обстановку командованию группировки российских войск и завести войска безопасной дорогой. По пути он перевернулся, разбил голову, но доехал и доложил: утром 10 августа российские войска вошли в Цхинвал.
В марте 2009 года, не получив места в новом кабинете министров Республики Южная Осетия, Лунёв вернулся на пост военного комиссара Пермского края. В мае 2011 года было объявлено об уходе Лунёа с поста военного комиссара Пермского края: ожидалось, что он отправится в заграничную служебную командировку. 31 мая он уступил должность полковнику Анатолию Мочалкину, но уже в июне вернулся на прежнюю должность. В июле того же года выдвинулся самостоятельно в качестве участника праймериз Общероссийского народного фронта по выборам в Законодательное собрание Пермского края.
11 марта 2013 года Лунёв оставил должность военкома, уступив её снова Анатолию Мочалкину, и был назначен военным советником в Алжире. Стало известно, что должность военного советника он должен был занять ещё в 2011 году, однако события «Арабской весны» помешали этому осуществиться. В августе 2017 года занял должность советника главы администрации Пермского края по ветеранским вопросам.
2 августа 2018 года было объявлено о представлении Лунёва в качестве кандидата на пост начальника Генерального штаба Вооружённых сил Республики Абхазия: он должен был сменить на этом посту Анатолия Хрулёва. 16 августа он официально был представлен в этой должности. 4 ноября 2022 года его официально сменил на этой должности генерал-лейтенант Владимир Савченко.
Женат (супруга выросла в Перми). Есть сын, также военнослужащий. В мае 2011 года в интервью Лунёв говорил, что проходил обучение в Академии государственной службы и специализировался на оборонной политике.

## Награды

### Россия
- Медаль «За воинскую доблесть» I и II степеней[26]
- Медаль «За безупречную службу» I, II и III степеней[26]
- Медаль «60 лет Вооружённых Сил СССР»[26]
- Медаль «70 лет Вооружённых Сил СССР»[26]
- Медаль «200 лет Министерству обороны»[26]
- Медаль «За укрепление боевого содружества»[26]
- иные медали[26]

### Другие страны
- Орден Дружбы (22 февраля 2013) — за заслуги в укреплении дружественных отношений между народами, мужество и самоотверженность, проявленные во время отражения грузинской агрессии в августе 2008 года[27]